# Accordi di pace di Parigi (1973)
Gli accordi di pace di Parigi furono un trattato internazionale, firmato a Parigi il 27 gennaio 1973 dai rappresentanti degli Stati Uniti e del Vietnam del Sud da un lato, e quelli di Vietnam del Nord e della Repubblica del Sud Vietnam (il governo provvisorio istituito dai guerriglieri vietcong) dall'altro, per porre fine all'intervento americano in Vietnam.

## Contenuto
Con tale trattato si pose formalmente fine all'intervento militare statunitense nella guerra del Vietnam, anche se non alla guerra stessa. L'accordo venne firmato dai ministri degli esteri delle rispettive parti contraenti.
I principali punti fissati furono:
- Rispetto dei diritti fondamentali del popolo vietnamita.
- Autodeterminazione del popolo sud-vietnamita.
- Cessazione dell'attività militare USA.
- Ritiro di tutte le forze militari americane.
- Riunificazione pacifica del Vietnam.
- Impegno americano alla ricostruzione del Vietnam del Nord.

## Negoziati
Il trattato fu frutto dei lunghi colloqui di pace iniziati a Parigi da Henry Kissinger, negoziatore per gli Stati Uniti, che si era incontrato più volte con il negoziatore nordvietnamita Lê Đức Thọ: i colloqui erano stati instaurati da tempo ma le posizioni delle due parti non si erano mai avvicinate e quindi, visti gli sviluppi militari, i dirigenti nordvietnamiti si convinsero che ritardare ulteriormente le trattative non avrebbe portato alcun vantaggio. I sondaggi per il nuovo presidente degli Stati Uniti attribuivano a Richard Nixon un grande vantaggio e Nixon, come Kissinger, condivise l'idea che fosse arrivato il momento di una pace onorevole.
Kissinger e Le Duc Tho pervennero finalmente, il 10 ottobre 1972, ad una serie di compromessi accettabili; Le Duc Tho riconobbe il diritto di sopravvivere al regime sudvietnamita di Nguyễn Văn Thiệu e propose di istituire un "Consiglio nazionale" per la conciliazione e la riunificazione del Vietnam del Sud (che aveva anche il compito di preparare elezioni generali nel Vietnam del Sud), nonché offrì un immediato armistizio ed uno scambio di prigionieri; in cambio, gli Stati Uniti dovevano interrompere le operazioni militari contro il Vietnam del Nord e ritirare le truppe dal Vietnam del Sud entro 60 giorni.
Pendolare della diplomazia fra Washington, Parigi e Saigon, Kissinger constatò ripetutamente che Thieu "non era affatto sintonizzato sulla nostra lunghezza d'onda". Riconfermato presidente il 7 novembre 1972, Nixon adoperò tutti i modi affinché il regime di Saigon, dopo l'armistizio, potesse trovarsi in una situazione più favorevole ed assicurò a Thieu ulteriore collaborazione militare, promettendo anche che avrebbe ordinato attacchi aerei al Vietnam del Nord se non avesse rispettato gli accordi. Nel frattempo, a Parigi, Kissinger sottoponeva Le Duc Tho a nuove richieste ed il 13 dicembre ammonì il Vietnam del Nord a non ricorrere ad iniziative drastiche e chiese una sospensione delle trattative per una pausa di riflessione; in realtà Nixon volle per l'ultima volta costringere i Nordvietnamiti alle sue richieste e dal 18 al 29 dicembre (con la sola eccezione della vigilia di Natale) i bombardieri compirono, 24 ore su 24, 3500 missioni sul Vietnam del Nord (Operazione Linebacker II), causando 2000 civili uccisi e 1500 feriti.
Sotto la pressione dell'offensiva aerea, Hanoi tornò al tavolo delle trattative ed anche Saigon, riluttante all'inizio, si dichiarò pronta a sottoscrivere l'armistizio. Le modifiche che Nixon ottenne con il "bombardamento di Natale" furono superficiali, pura "cosmesi". L'accordo per la fine della guerra e il ristabilimento della pace fu firmato quindi a Parigi il 27 gennaio 1973 da Vietnam del Nord, Vietnam del Sud, Repubblica del Sud Vietnam e Stati Uniti; l'accordo corrispose essenzialmente al compromesso patteggiato nell'ottobre precedente: i combattimenti furono sospesi e gli Stati Uniti si impegnarono a un totale ritiro militare entro 60 giorni. Le truppe nordvietnamite poterono rimanere nel sud, ed in cambio Hanoi promise di liberare tutti i prigionieri statunitensi; alla zona smilitarizzata tra i due Vietnam fu conferito lo status di linea provvisoria di demarcazione e non assunse quindi il carattere di un confine internazionale riconosciuto.
L'accordo di armistizio non era propriamente un patto tra vincitori e vinti: l'armistizio infatti non sanciva la vittoria immediata e completa del Vietnam del Nord e dei Vietcong, però venne considerato dai dirigenti comunisti un passo importante sulla strada della riunificazione del paese sotto il potere comunista. Il maggior successo di Hanoi fu il ritiro di tutti i soldati statunitensi: infatti, per la prima volta, dopo oltre cent'anni di dominazione francese e presenza armata statunitense, il Vietnam era libero da truppe straniere. L'accordo inoltre legittimava e autorizzava formalmente la presenza di 140.000 soldati nordvietnamiti nel Sud per supportare i combattenti vietcong. Venne riconosciuta la legittimità del Governo Rivoluzionario Provvisorio del Vietnam del Sud, accanto alla Repubblica del Vietnam: in sostanza al Sud esistevano due autorità, che avrebbero dovuto risolvere ogni divergenza con il negoziato, evitando il conflitto armato (il che poi non avvenne).
Thieu ed il suo regime si sentirono abbandonati dagli Stati Uniti, anche perché Saigon era stata coinvolta solo marginalmente nelle trattative: sapeva che il proprio governo godeva di scarso consenso tra la popolazione e non sarebbe sopravvissuto senza la forza delle armi. Washington sapeva che l'armistizio concordato era gravato da alcuni rilevanti problemi come la presenza di truppe nordvietnamite nel Vietnam del Sud: l'estensione del conflitto alla Cambogia e al Laos voluta da Nixon aveva fatto precipitare questi paesi nel vortice della violenza e della guerra; il solo successo di Nixon e Kissinger fu quello di aver trovato una strada per far uscire gli Stati Uniti dalla giungla vietnamita.
Kissinger riteneva tuttavia che strategicamente la vittoria comunista era stata solo rinviata; egli parlò di aver ottenuto solo un "decente intervallo"; un certo margine di tempo fra l'armistizio e quello che riteneva l'inevitabile crollo del Vietnam del Sud; a chi gli chiese per quanto tempo Saigon poteva reggere, rispose: "Credo che, se avremo fortuna, potranno farcela ancora per un anno e mezzo".. In effetti la tregua fu presto violata da entrambe le parti, e senza l’appoggio americano il conflitto volse a favore dei nordvietnamiti.
Per la firma dell’accordo Kissinger e Le Duc Tho ricevettero il premio Nobel per la pace.